# Westfehmarn

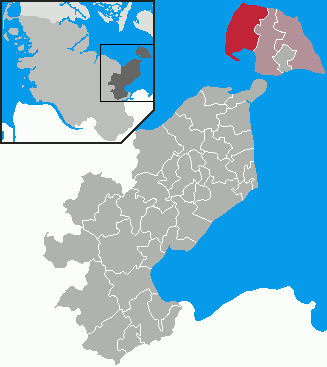
Lage der ehem. Gemeinde Westfehmarn im Kreis Ostholstein

Westfehmarn war bis zum 31. Dezember 2002 eine Gemeinde auf der Insel Fehmarn. 
Am 1. Januar 1978 wurden die damaligen Gemeinden Dänschendorf auf Fehmarn (vor 1975 Dänschendorf) und Petersdorf auf Fehmarn zur neuen Gemeinde Westfehmarn zusammengeschlossen.
Seit dem 1. Januar 2003 bildet Westfehmarn gemeinsam mit den damaligen Gemeinden Landkirchen auf Fehmarn, Bannesdorf auf Fehmarn und der Stadt Burg auf Fehmarn die Stadt Fehmarn.
Allerdings besitzt Westfehmarn heute noch eine eigene Vorwahl (04372).
Folgende 13 Dörfer (alle selbständige Gemeinden bis 1937, als sie nach Dänschendorf bzw. Petersdorf eingemeindet wurden) bildeten ab 1978 die Gemeinde Westfehmarn:
- Ehemalige Gemeinde Dänschendorf:
  - Dänschendorf
  - Schlagsdorf auf Fehmarn
  - Wenkendorf
  - Westermarkelsdorf

- Ehemalige Gemeinde Petersdorf:
  - Bojendorf
  - Gollendorf
  - Kopendorf
  - Lemkendorf
  - Lemkenhafen
  - Orth auf Fehmarn
  - Petersdorf auf Fehmarn
  - Püttsee (mit Flügge)
  - Sulsdorf

Als Standort der Johanniskirche und der Grundschule war die Ortschaft Petersdorf der Hauptort der Gemeinde.

## Sport
In Westfehmarn gibt es die beiden Sportvereine TSV Westfehmarn und FC Dänschendorf, die beide unter anderem Fußball anbieten.